# Anna Lizaran
Anna Lizaran (ur. 31 sierpnia 1944 w Esparreguera, zm. 12 stycznia 2013 w Barcelonie) – hiszpańska aktorka.

## Życiorys
Ojciec Anny był mechanikiem, a matka krawcową. Anna od młodych lat interesowała się teatrem. Występowała w Centre d'Estudis Experimentals w Barcelonie i była jednym z pierwszych członków Els Comediants. W 1974 roku przeniosła się do Paryża, aby studiować u słynnego mina Jacques Lecoq. Wróciła do Barcelony w 1976 roku i rozpoczęła pracę w teatrze Lliure. Wystąpiła również w kilku znanych filmach hiszpańskich. Zmarła 12 stycznia 2013 roku na raka.

## Filmografia
- 2010: Bohaterowie
- 2008: Obcy
- 1998: Pierwsza noc mego życia
- 1997: Aktorki
- 1996: Celestyna
- 1995: O co chodzi?
- 1994: Souvenir
- 1991: Wysokie obcasy
- 1980: El Vicario d'Olot
- 1979: Salut i força al canut